# Руперт, Йоханн
Йоханн Питер Руперт (англ. Johann Peter Rupert; род. 1 июня 1950, Стелленбос, Западно-Капская провинция) — южноафриканский предприниматель, филантроп, миллиардер. На август 2022 года Forbes оценил состояние его семьи в 8,9 млрд долларов США, поместив её на первое место в рейтинге миллиардеров ЮАР и на второе в рейтинге миллиардеров Африки. Основатель и председатель совета директоров швейцарской компании Compagnie Financière Richemont.

## Биография
Старший сын крупного южноафриканского бизнесмена Антона Руперта, основавшего в 1948 году табачную компанию Rembrandt Group, и его жены Юберты. Йоханн учился в школе в Стелленбосе, затем изучал экономику и корпоративное право в Стелленбосском университете. Не закончив обучение, он переехал в Нью-Йорк и устроился стажёром в банк Chase Manhattan, затем работал в банке Lazard. Проведя пять лет в Нью-Йорке, Руперт вернулся в ЮАР и основал собственный банк Rand Merchant Bank.
В 1980-х Йоханн Руперт вошёл в семейный бизнес. Отцовская компания к тому времени стала многоотраслевой и занималась виноделием, алкогольной продукцией, работала в банковском секторе, добывающей и пищевой промышленности, занималась выпуском упаковочных материалов. В конце 1980-х Йоханн унаследовал от отца должность управляющего в Rembrandt. В 1988 году он из европейских активов компании создал в Швейцарии новую компанию Compagnie Financière Richemont, которая занялась производством предметов роскоши, управляя такими известными брендами, как Cartier, Dunhill, Montblanc и Piaget. В 2019 году Richemont была третьей среди самых крупных производителей предметов роскоши в мире.
Также Руперт является председателем совета директоров инвестиционной компании Remgro, имеющей доли в свыше 30 других компаниях. Руперт увлекается гольфом. В 1995 году он приобрёл у Гари Плейера гольф-клуб Leopard Creek в Нелспрёйте, сам занимался дизайном игровой площадки. Является председателем South African PGA Tour и давним членом PGA European Tour. Руперт основал благотворительный фонд Laureus Sport for Good, которая занимается организацией общественных спортивных проектов для бедного населения, а также возглавляет природоохранный фонд Peace Parks Foundation.

## Личная жизнь
Женат на Гейнор Руперт, отец трёх детей, проживает в Стелленбосе.